# Platydesmus mediterrraneus
Platydesmus mediterrraneus är en mångfotingart som beskrevs av Daday 1889. Platydesmus mediterrraneus ingår i släktet Platydesmus och familjen Platydesmidae. Inga underarter finns listade i Catalogue of Life.